# Òrbita de ferradura
Una òrbita de ferradura és un tipus de configuració coorbital d'un petit cos en òrbita respecte a un cos en òrbita més gran (com la Terra). El període orbitari del cos més petit és gairebé el mateix que pel cos més gran, i el seu camí sembla tenir forma de ferradura vist des de l'objecte més gran en un sistema de referència en rotació.
El bucle no és tancat però anirà a la deriva endavant o cap enrere lleugerament cada cop, de manera que el punt ell els cercles apareixeran per moure smoothly al llarg de l'òrbita del cos més gran sobre un període llarg de temps. Quan l'objecte s'apropa el cos més gros de prop a qualsevol final del seu trajectory, els seus canvis de direcció aparents. Durant un cicle sencer,  el centre recorre el contron d'una ferradura, amb el cos més gran entre les "banyes".
Els asteroides en òrbites de ferradura pel que fa a la Terra inclouen (54509) YORP, 2002 AA29, 2010 SO16, 2015 SO2 i possiblement 2001 GO2. Una definició més àmplia inclou (3753) Cruithne, que es pot dir que és un compost i / o una òrbita de transició, o (85770) 1998 UP1 i 2003 YN107.
Les llunes de Saturn, Epimetheus i Janus ocupen òrbites de ferradura pel que fa a l'altra (si és el cas, no hi ha cap bucle repetit: cadascun dibuixa una ferradura completa pel que fa a l'altra).

## Explicació del cicle orbital de ferradura

### Fons
La següent explicació es refereix a un asteroide que es troba en aquesta òrbita al voltant del Sol, i és també afectada per la Terra.
L'asteroide és gairebé en la mateixa òrbita solar que la Terra. Tots dos prenen aproximadament un any en òrbita al voltant del Sol.
També cal comprendre dues regles de la dinàmica orbital:
1. Un cos més proper al Sol completa una òrbita més de pressa que un cos més llunyà.
2. Si un cos accelera al llarg de la seva òrbita, els seus moviments orbitals es mouen cap a enfora del Sol. Si es desaccelera, el radi de l'òrbita disminueix.

L'òrbita de ferradura sorgeix perquè l'atracció gravitacional de la Terra canvia la forma de l'òrbita el·líptica de l'asteroide. Els canvis de forma són molt petits, però donen lloc a canvis significatius en relació amb la Terra.
La ferradura esdevé aparent només quan mapatge el moviment del parent d'asteroide a tots dos el Sol i la Terra. L'asteroide sempre orbita el Sol en la mateixa direcció. Tanmateix, passa per un cicle d'agafar amunt amb la Terra i caient darrere, de manera que el seu parent de moviment a tots dos el Sol i la Terra traça una forma com l'esbós d'una ferradura.

### Etapes de l'òrbita

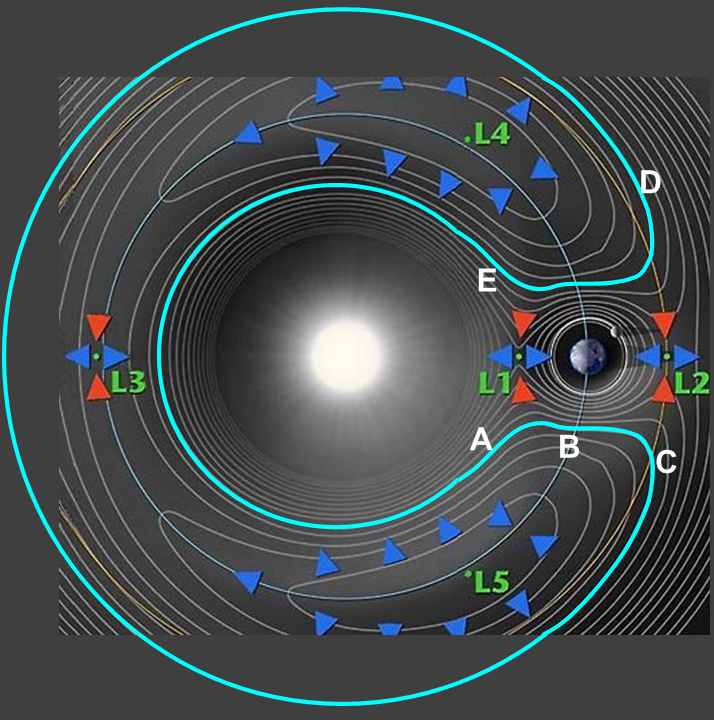
Figura 1. El pla d'actuació de les possibles òrbites al llarg dels contorns gravitacionals. En aquesta imatge, la Terra (i la imatge sencera amb d'ella) gira en el sentit antihorari al voltant del Sol.

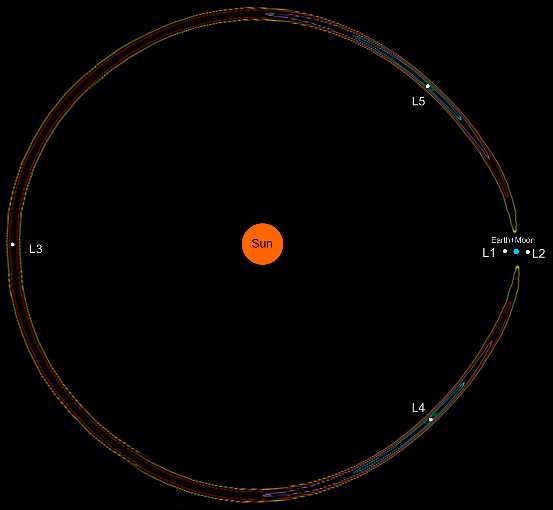
Figura 2. Òrbita de ferradura prima

Començant en el punt A en l'anell interior entre L5 i la Terra, el satèl·lit està en òrbita més ràpid que la Terra. Està en el seu camí cap a l'aprovació entre la Terra i el Sol. Però la gravetat de la Terra exerceix una força d'acceleració cap a fora, tirant el satèl·lit en una òrbita més alta, que és (la tercera llei de Kepler) disminueix la seva velocitat angular.
Quan el satèl·lit arriba al punt B, està viatjant a la mateixa velocitat que la Terra. La gravetat de la Terra encara està accelerant el satèl·lit al llarg de la trajectòria orbital, i segueix tirant el satèl·lit en una òrbita més alta. Amb el temps, a C, el satèl·lit assoleix una òrbita prou alta, té una òrbita suficientment lenta i es posa al darrere de la Terra. A continuació, es passa el proper segle o més que apareix a la deriva "cap enrere" al voltant de l'òrbita quan s'observa respecte a la Terra. La seva òrbita al voltant del Sol encara té lleugerament més d'un any terrestre.
Finalment, el satèl·lit, torna al punt D. La gravetat de la Terra fa que redueixi la velocitat orbital del satèl·lit, i això fa que caigui en una òrbita més baixa; que en realitat augmenta la velocitat angular del satèl·lit. Això continua fins al punt E, on l'òrbita del satèl·lit és ara més baixa i més ràpida que l'òrbita terrestre. Es comença a moure per davant de la Terra. Durant els propers segles que completi el seu viatge de tornada cap al punt A.

### Punt de vista energètic
Una mica diferent, però equivalent, tenint en compte la situació, es pot observar tenint en compte la conservació de l'energia. És un teorema de mecànica clàssica que un cos que es mou en un camp potencial independent del temps tindrà la seva energia total, E = T + V, va conservar, on E és energia total, T és l'energia cinètica (sempre no negatiu) i V és l'energia potencial, que és negativa. És evident que, ja que V = -GM/R a prop d'un cos que gravita de massa M, que vist des d'un bastidor estacionari, V serà l'augment per a la regió darrere de M, i disminuint per a la regió davant d'aquest. Tanmateix, les òrbites amb energia total més baixa tenen períodes més curts, i pel que fa a un cos que es mou lentament al costat davanter d'un planeta perd energia, cauen en un període orbital més curt i, per tant, a poc a poc s'allunyen, o en són "rebutjats". Els cossos que es mouen lentament al costat posterior del planeta guanyaran energia, tindran un augment més gran, més lents, òrbites i, per tant, no es va ficar, de manera similar repel·lits. Així, un petit cos es pot moure d'anada i tornada entre un destacat i una posició d'arrossegament, mai s'aproxima massa a prop del planeta que domina la regió.

## Òrbita del capgròs
La figura 1 mostra per sobre de les òrbites més curtes al voltant dels punts de Lagrange L₄ i L₅ (per exemple, les línies que tanquen als triangles blaus). Aquestes òrbites se n'anomenen òrbites de capgròs i es poden explicar d'una manera similar, excepte que la distància a la asteroide de la Terra no oscil·la fins al punt de L3 a l'altra banda del Sol. Mentre que es mou més a prop o més lluny de la Terra, la força canviant del camp gravitacional de la Terra fa que acceleri o desacceleri, això fa que provoqui un canvi en la seva òrbita conegut com a libració.
Un exemple d'un cos en una òrbita de capgròs és Pòl·lux, una petita lluna de Saturn la qual la seva libració s'arrossega al voltant del punt L₅ relatiu a una lluna més gran, Dione. Amb relació a l'òrbita de la Terra, els 300 metres de diàmetre de l'asteroide 2010 TK7 està en una òrbita de capgròs que porta al voltant del punt L₄.